# Cornelia Dührsen
Cornelia Dührsen ist eine deutsche Hörfunkjournalistin. Sie arbeitet als Redakteurin für Natur und Umwelt für das Hörfunkprogramm des Norddeutschen Rundfunks im Studio Schwerin.
2001 erhielt sie den Umweltmedienpreis der Deutschen Umwelthilfe (DUH). Für ihren Hörfunkbeitrag An der Stromtrasse – Leitungsverlegung per Hubschrauber über die Errichtung der Stromtrasse von den Offshore-Windparks zu den dicht besiedelten Gebieten des Landes wurde sie 2013 mit dem Medienpreis Rufer der Industrie- und Handelskammern in Mecklenburg-Vorpommern in der Kategorie Hörfunk ausgezeichnet.